# Позаземні алмази
Хоча алмази на Землі зустрічаються рідко, позаземні алмази (алмази, що утворилися за межами Землі) дуже поширені. Алмази, досить малі, що містять лише близько 2000 атомів вуглецю, широко розповсюджені в метеоритах, а деякі з них утворилися в зірках ще до того, як існувала Сонячна система. Експерименти з високим тиском припускають, що велика кількість алмазів утворюється з метану на крижаних планетах-гігантах Уран і Нептун, а деякі планети в інших планетних системах можуть бути майже чистими алмазами. Алмази також зустрічаються в зірках і, можливо, були першими мінералами, що коли-небудь утворилися.

## Метеорити
У 1987 році команда вчених дослідила кілька примітивних метеоритів і виявила алмазні зерна діаметром близько 2,5 нанометрів (наноалмази). У пастці в них були благородні гази, ізотопний склад яких вказував на те, що вони походять з-поза меж Сонячної системи. Аналіз додаткових примітивних метеоритів також виявив наноалмази. Запис про їхнє походження зберігся, незважаючи на довгу і бурхливу історію, яка почалася, коли вони були викинуті із зірки в міжзоряне середовище, пройшли через формування Сонячної системи, були включені в планетне тіло, яке пізніше розпалося на метеорити, і, нарешті, впали на земну поверхню.
У метеоритах наноалмази складають близько 3 відсотків вуглецю і 400 частин на мільйон маси. Зерна карбіду кремнію та графіту також мають аномальну ізотопну структуру. У сукупності вони відомі як досонячні зерна або зоряний пил, і їхні властивості обмежують моделі нуклеосинтезу в гігантських зірках і наднових.
Невідомо, скільки наноалмазів у метеоритах насправді походять з-поза меж Сонячної системи. Лише дуже мала частина з них містить благородні гази досонячного походження, і донедавна не було можливості вивчати їх індивідуально. В середньому, співвідношення вуглецю-12 до вуглецю-13 відповідає атмосфері Землі, а співвідношення азоту-14 до азоту-15 - Сонцю. Такі методи, як атомна зондова томографія, дозволять досліджувати окремі зерна, але через обмежену кількість атомів ізотопна роздільна здатність є обмеженою.